# Dorados de Villa
Dorados de Villa är en ort i Mexiko.   Den ligger i kommunen Mazatán och delstaten Chiapas, i den sydöstra delen av landet, 900 km sydost om huvudstaden Mexico City. Dorados de Villa ligger 12 meter över havet och antalet invånare är 177.
Terrängen runt Dorados de Villa är mycket platt. En vik av havet är nära Dorados de Villa åt sydväst. Runt Dorados de Villa är det tätbefolkat, med 343 invånare per kvadratkilometer. Närmaste större samhälle är Puerto Madero, 7,7 km söder om Dorados de Villa. Trakten runt Dorados de Villa består till största delen av jordbruksmark.